# Wiązownica (gemeente)
De gemeente Wiązownica is een landgemeente in het Poolse woiwodschap Subkarpaten, in powiat Jarosławski.
De zetel van de gemeente is in Wiązownica.
Op 30 juni 2004 telde de gemeente 10 975 inwoners.

## Oppervlakte gegevens
In 2002 bedroeg de totale oppervlakte van gemeente Wiązownica 243,86 km², waarvan:
- agrarisch gebied: 45%
- bossen: 48%

De gemeente beslaat 23,7% van de totale oppervlakte van de powiat.

## Demografie
Stand op 30 juni 2004:
| Omschrijving                   | Totaal | Totaal | Vrouwen | Vrouwen | Mannen | Mannen |
| ------------------------------ | ------ | ------ | ------- | ------- | ------ | ------ |
| eenheid                        | aantal | %      | aantal  | %       | aantal | %      |
| inwoners                       | 10 975 | 100    | 5533    | 50,4    | 5442   | 49,6   |
| bevolkingsdichtheid (inw./km²) | 45     | 45     | 22,7    | 22,7    | 22,3   | 22,3   |

In 2002 bedroeg het gemiddelde inkomen per inwoner 1278,67 zł.

## Administratieve plaatsen (sołectwo)
Cetula, Manasterz, Mołodycz, Nielepkowice, Piwoda, Radawa, Ryszkowa Wola, Surmaczówka, Szówsko, Wiązownica, Wólka Zapałowska, Zapałów.

## Aangrenzende gemeenten
Adamówka, Jarosław, m. Jarosław, Laszki, Oleszyce, Sieniawa, Stary Dzików